# Liste der Olympiasieger im Fechten
Die Liste der Olympiasieger im Fechten bietet einen Überblick über sämtliche Medaillengewinner in den Fecht-Wettbewerben bei Olympischen Sommerspielen. Aufgrund der umfangreichen Datenmenge erfolgt eine Unterteilung in fünf Teillisten.
- Unter „Medaillengewinner“ sind sämtliche Medaillengewinner seit 1896 aufgeführt, unterteilt nach Disziplinen.
- Unter „Medaillengewinnerinnen“ sind sämtliche Medaillengewinnerinnen seit 1924 aufgeführt, ebenfalls nach Disziplinen unterteilt.
- Die Liste „Die erfolgreichsten Teilnehmer“ führt sämtliche Athleten auf, die mindestens zwei Goldmedaillen gewonnen haben.

- Die Liste „Nationenwertungen“ enthält die Medaillenspiegel, aufgeschlüsselt nach Gesamtzahl der gewonnenen Medaillen und nach Geschlecht.